# Анка Дикиджиева
Анка Димитрова Дикиджиева–Иванович е от първите български балерини, школувана академично във Виена.

## Биография
Родена е през 1899 г. в Мачин, Румъния, в семейството на възрожденеца Димитър Дикиджиев, приближен на Христо Ботев на младини. Завършва в 1929 г. Държавна академия за сценични изкуства във Виена.
Балерина в Театър „Корона“ през 1911 – 1921 и в Софийската опера. Солистка в Бургтеатър, Виена и в Театер ан дер Вийн, а към 1929 г. води частно училище за ритмична гимнастика. Доцентура в Народния Университет Вийнер-Урания от 1921 до 1939 г. Преподава художествена гимнастика във Висшето Училище за физическа култура в София през 1947 – 1954 г.
Дарява на Държавен Архив  наследените в 1934 г. семейни архиви от баща си Димитър Дикиджиев, в които се намира и една от извънредно редките фотографии на Христо Ботев с печат от Влашкия „хъшовски фотографчия“ Тома Хитров, която предизвиква вълнения и разгорещени спорове, понеже се разминава с ретушираните идеализирани изображения на поета дотогава (които са оспорвани както от ген. Кирил Ботев, така и от Стоян Заимов, лично познавал поета, за разлика от биографа му Захари Стоянов).
Личният ѝ архив се съхранява във фонд 1058К в Централен държавен архив. Той се състои от 205 архивни единици от периода 1870 – 1982 г.